# Росоха (Кольський повіт)
Росоха (пол. Rosocha) — село в Польщі, у гміні Осек-Малий Кольського повіту Великопольського воєводства.
Населення — 242 особи (2011).
У 1975-1998 роках село належало до Конінського воєводства.

## Демографія
Демографічна структура станом на 31 березня 2011 року:
|          | Загалом | Допрацездатний вік | Працездатний вік | Постпрацездатний вік |
| -------- | ------- | ------------------ | ---------------- | -------------------- |
| Чоловіки | 126     | 28                 | 90               | 8                    |
| Жінки    | 116     | 22                 | 67               | 27                   |
| Разом    | 242     | 50                 | 157              | 35                   |